# Сулехув (гміна)
Гміна Сулехув (пол. Gmina Sulechów) — місько-сільська гміна в західній Польщі. Належить до Зеленогурського повіту Любуського воєводства.
Станом на 31 грудня 2011 у гміні проживало 26670 осіб.

## Площа
Згідно з даними за 2019 рік площа гміни становила 236.66 км², у тому числі:
- орні землі: 49.00%
- ліси: 39.00%

Таким чином, площа гміни становить 15.02% площі повіту.

## Транспорт

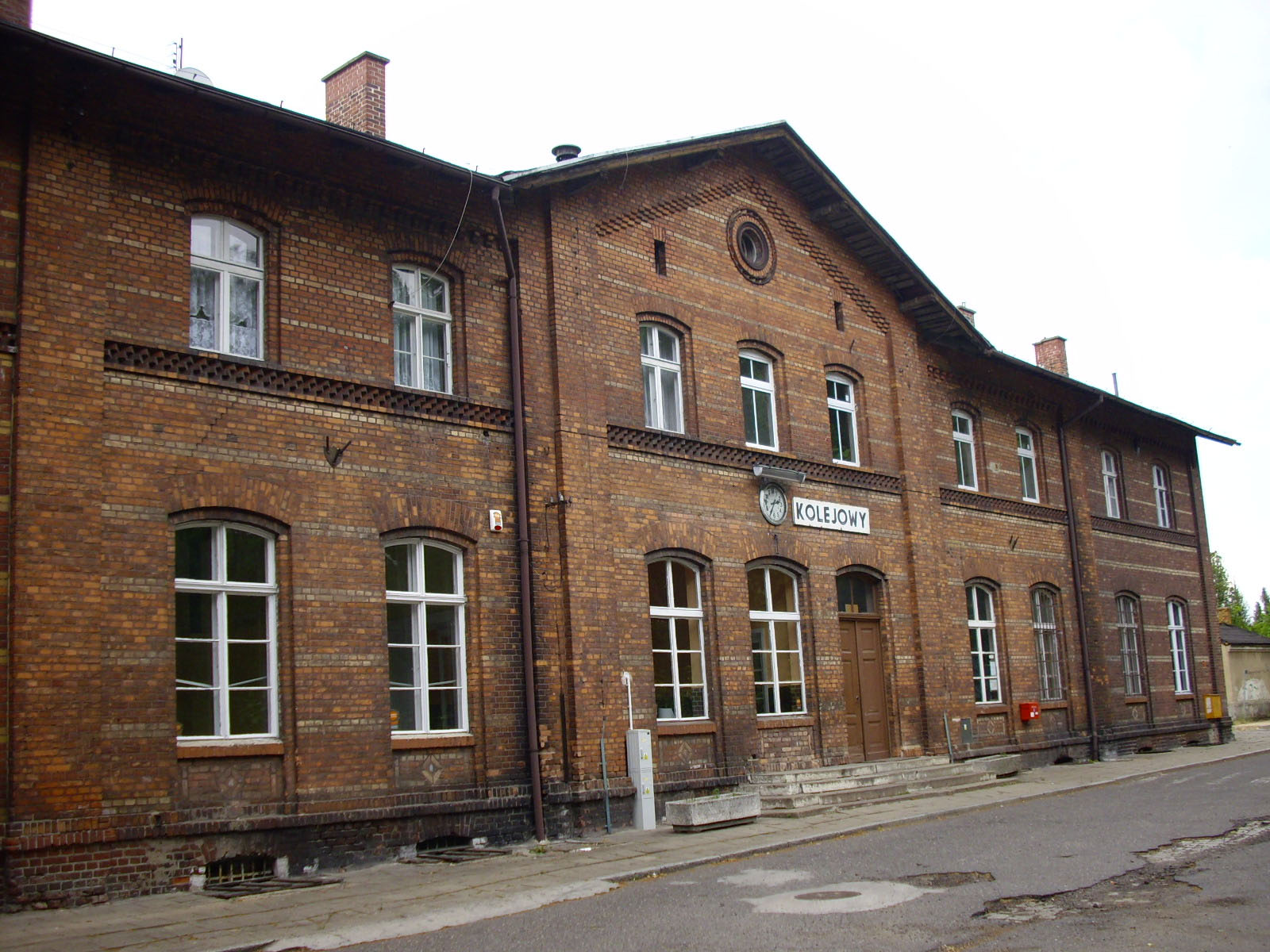
Залізничний вокзал

### Пам'ятки

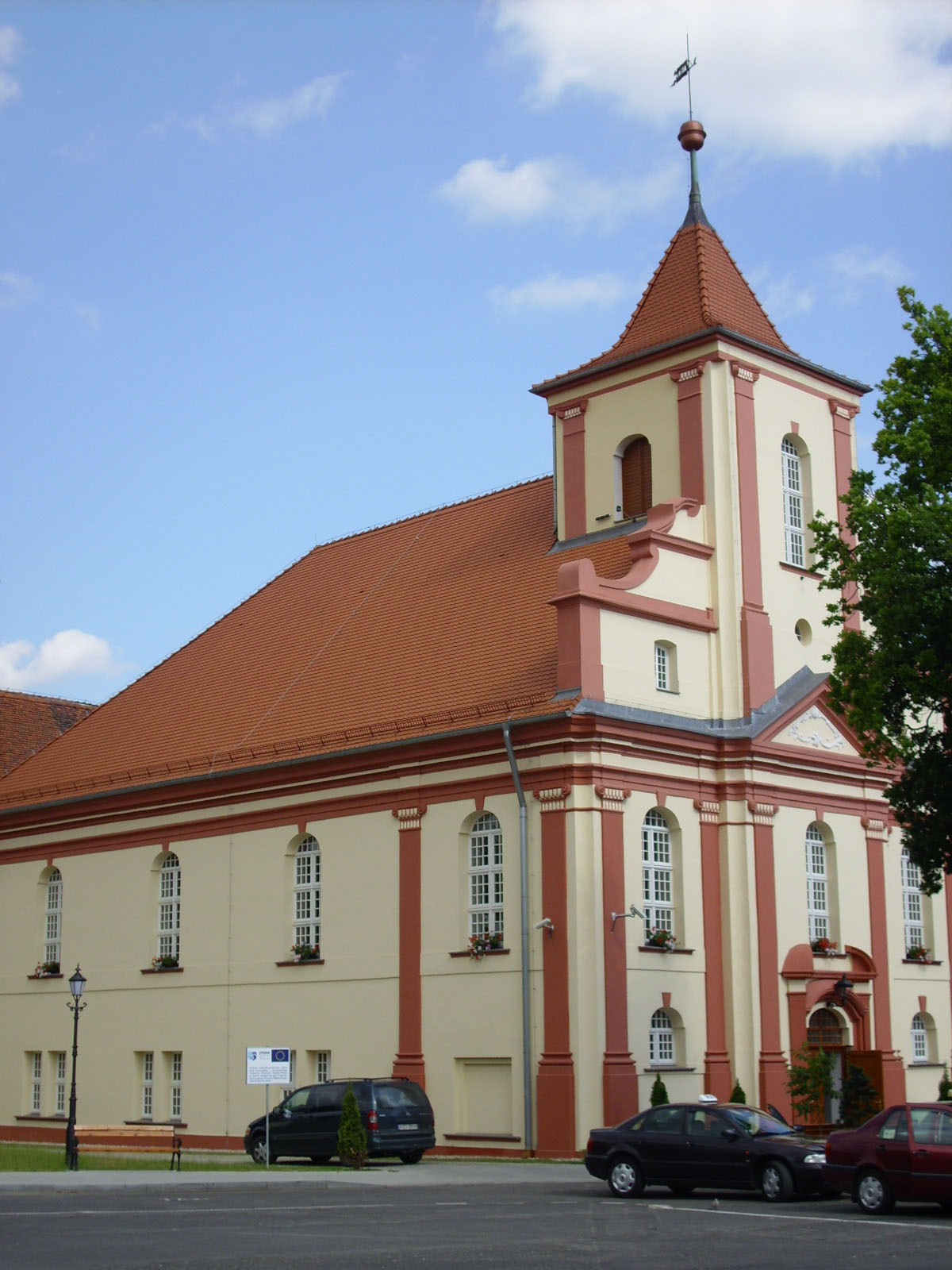
Кальвіністський собор

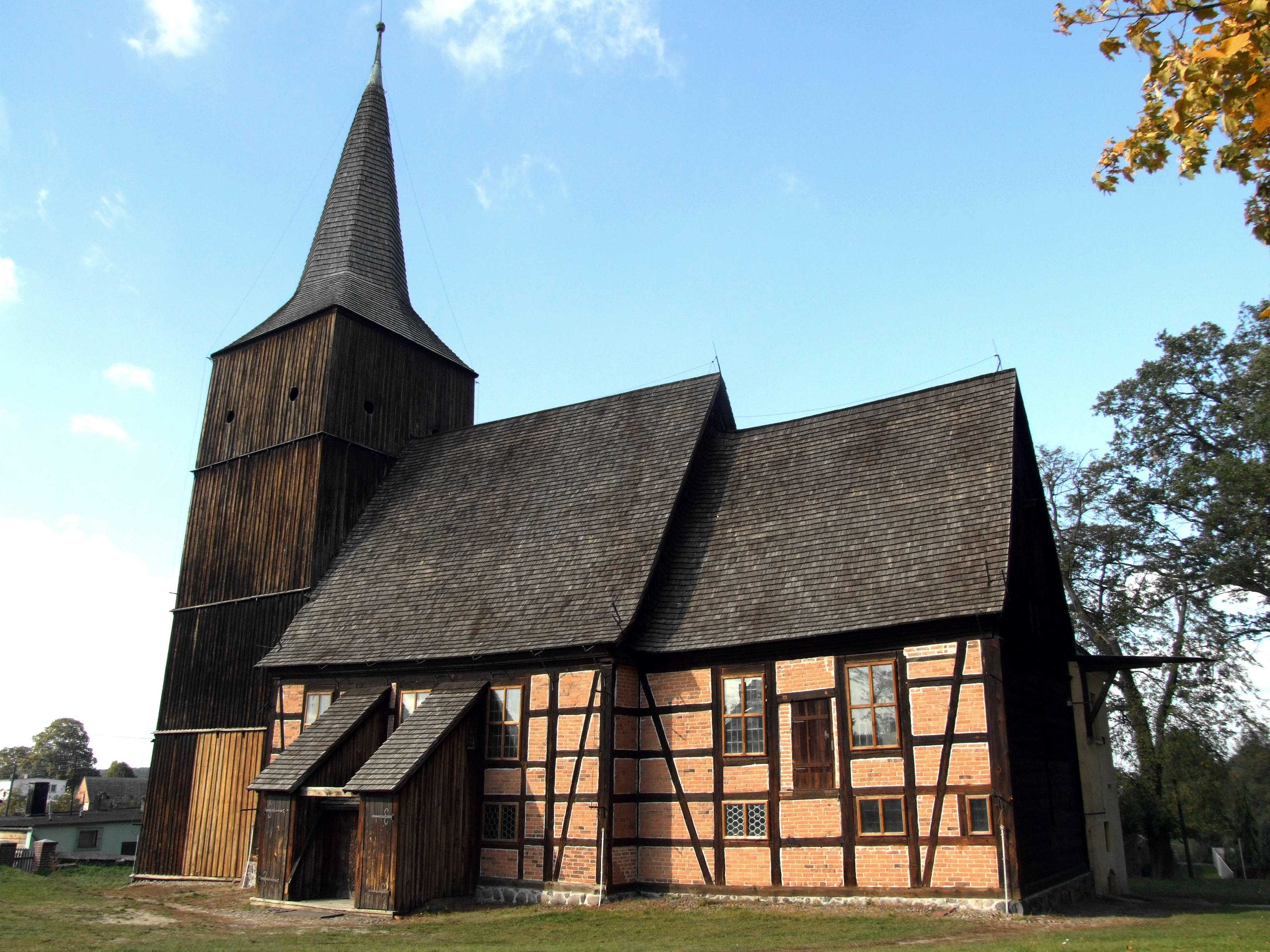
Дерев'яний костел

## Населення
Станом на 31 грудня 2011:
| Опис     | Загалом | Загалом | Чоловіки | Чоловіки | Жінки | Жінки |
| -------- | ------- | ------- | -------- | -------- | ----- | ----- |
| одиниця  | осіб    | %       | осіб     | %        | осіб  | %     |
| все      | 26670   | 100     | 13043    | 48.91    | 13627 | 51.09 |
| міське   | 17642   | 100     | 8531     | 48.36    | 9111  | 51.64 |
| сільське | 9028    | 100     | 4512     | 49.98    | 4516  | 50.02 |

## Сусідні гміни
Гміна Сулехув межує з такими гмінами: Бабімост, Зельона Ґура, Карґова, Скомпе, Тшебехув, Червенськ, Свебодзін, Щанець.

## Відомі мешканці
- Томаш Кендзьора (нар. 1994) — польський футболіст, правий захисник клубу «Динамо» (Київ).